# Bertil Linné
Erik Johan Bertil Linné, född 15 augusti 1913 i Överluleå församling, Boden, Norrbottens län, död där 31 oktober 2000
, var en svensk målare.
Linné studerade vid Tekniska skolan och Högre konstindustriella skolan i Stockholm 1932-1936, Han var anställd som medhjälpare till Einar Forseth 1936-1939 och därefter fortsatte han sina studier för Edvin Ollers och Otte Sköld i Stockholm. Han besökte upprepade gånger Nordnorge och Lofoten vilket återspeglades i hans konst. Separat ställde han ut i ett flertal svenska Norrlandsstäder och han medverkade i samlingsutställningar med olika grupper. Bland hans offentliga arbeten märks utsmyckning i ett flertal kyrkor och bibliotek, en väggrelief för fredsförbandet K4 i Arvidsjaur och väggmålningen Fyra årstiderna i Bodensskolan, en plafondmålning i al secco för Sättna kyrka i Västernorrland, en altartavla för Mariakyrkan i Sävast församling samt målningen av en predikstol i Tranemo kyrka. Han tilldelades Norrbottens läns landstings stipendium, Svensk-Finska kulturstipendiet och Olov Högberg plaketten. Hans konst består av stilleben, figurer, porträtt och landskap med motiv från den Norrbottniska skärgården, svenska fjällvärlden Torne träsk och Lofoten i olika tekniker. Han var medlem i konstnärsgruppen Bodenskolan. Linné är representerad vid ett flertal landsting och Norrbottens museum. Han medverkade i en mindre roll i Jan Troells film Här har du ditt liv från 1966.